# Tachyporus scitulus
Tachyporus scitulus är en skalbaggsart som beskrevs av Wilhelm Ferdinand Erichson 1839. Tachyporus scitulus ingår i släktet Tachyporus, och familjen kortvingar. Arten är reproducerande i Sverige.